# Rue Verboeckhaven
La rue Verboeckhaven (en néerlandais : Verboeckhavenstraat) est une rue bruxelloise qui commence sur la commune de Saint-Josse-ten-Noode rue des Moissons à hauteur de la place Houwaert et qui se termine sur la commune de Schaerbeek rue de la Consolation en passant par la rue du Cadran, la rue du Moulin et la rue du Soleil et se prolonge par la rue Van Hove.
La numérotation des habitations va de 1 à 123 pour le côté impair, et de 2 à 122 pour le côté pair.
La rue porte le nom d'un propriétaire terrien, Michel Verboekhaven, né à Bruxelles le 19 septembre 1816 et décédé à Bruxelles le 25 janvier 1883.